# Joseph Badalucco Jr.
Joseph Badalucco Jr. es un actor estadounidense, hermano del también actor Michael Badalucco. Sus papeles más notables incluyen a Jimmy Altieri en Los Soprano y el detective "Jelly" Grimaldi en Third Watch. También tuvo un breve papel en Godzilla y formó parte del equipo de filmación de El padrino III, trabajando como empleado en las locaciones de Nueva York.
Badalucco comenzó su carrera como carpintero en sets de películas a fines de la década de 1970, trabajando en películas de Woody Allen , entre ellas Annie Hall , Manhattan e Interiors . Su trabajo se extendió a la decoración de sets , primero en Stardust Memories , luego en utilería y más tarde como jefe de utilería , como en El Padrino Parte III y El Buen Pastor .
Después de convertirse en actor en la década de 1990, tuvo papeles menores en películas como Godzilla y The Siege.  En televisión, tuvo papeles recurrentes como Jimmy Altieri en Los Soprano y el detective "Jelly" Grimaldi en Third Watch.
| Año  | Título                     | Role                              |
| ---- | -------------------------- | --------------------------------- |
| 1992 | Susurros en la oscuridad   | Policía encubierto                |
| 1996 | Rescate                    | Policía de licorería              |
| 1998 | Godzilla                   | Conductor de carretilla elevadora |
| 1998 | El asedio                  | Técnico en emergencias médicas    |
| 2002 | Infiel                     | Conductor de tren                 |
| 2002 | Aviso de dos semanas       | Capataz de construcción           |
| 2004 | Kinsey                     | Reparador de radio                |
| 2008 | Pueblo fantasma            | Espectador de accidente           |
| 2009 | La invención de la mentira | Chico de cuello azul              |

### Televisión
| Año       | Título               | Role              | Notas                                                  |
| --------- | -------------------- | ----------------- | ------------------------------------------------------ |
| 1999–2001 | Los Soprano          | Jimmy Altieri     | Papel recurrente (temporada 1), invitado (temporada 3) |
| 2004–2005 | Tercera vigilia      | Gelatina Grimaldi | Papel recurrente (temporadas 4-6)                      |
| 2007      | Los Donnellys Negros | Joey Badaluce     | Episodio: "Cuando la puerta se abre"                   |
| 2009      | Vida en Marte        | Carbono           | Episodio: "Echa un vistazo a los agentes de la ley"    |
| 2013      | Hora cero            | Lanza             | Episodio: "Escape"                                     |
| 2014      | Caja negra           | Eddie             | Episodio: "¿Quién eres tú?"                            |
| 2016      | La noche de          | Detective         | 3 episodios                                            |
| 2017      | El camino            | Gerente de banco  | Episodio: "Oz"                                         |